# رونالد إرنست إيتشيسون
رونالد إرنست إيتشيسون (بالإنجليزية: Ronald Ernest Aitchison)‏ هو فيزيائي أسترالي، ولد في 29 ديسمبر 1921 في Hurstville, New South Wales ‏ في أستراليا، وتوفي في 9 مارس 1996.